# FanDuel Sports Network West
 (septembre 2021).
Si vous disposez d'ouvrages ou d'articles de référence ou si vous connaissez des sites web de qualité traitant du thème abordé ici, merci de compléter l'article en donnant les références utiles à sa vérifiabilité et en les liant à la section « Notes et références ».
Bally Sports West anciennement Fox Sports West est une chaîne de télévision sportive régionale américaine appartenant à Diamond Sports Group qui diffuse des événements sportifs dans la partie sud et centrale de la Californie, le sud du Nevada et Hawaii. Elle est accompagnée de la chaîne Prime Ticket.

## Programmation
Les deux chaînes diffusent les matchs des équipes professionnelles suivantes :
- Ducks d'Anaheim (NHL)
- Club Deportivo Chivas USA (MLS)
- Angels de Los Angeles d'Anaheim (MLB)
- Clippers de Los Angeles (NBA)
- Dodgers de Los Angeles (MLB)
- Kings de Los Angeles (NHL)

ainsi que la couverture des sports collégiaux suivants :
- Bruins d'UCLA (NCAA)
- Trojans d'USC (NCAA)
- Pacific-12 Conference (NCAA)
- Big West Conference (NCAA)
- West Coast Conference (NCAA)

Les matchs des Lakers ne sont plus diffusés sur Fox Sports West mais sur TWC (environ 3 milliards de dollars sur 20 ans) alors que les matchs des Dodgers sont diffusés exclusivement sur Prime Ticket.
Les matchs de certaines équipes peuvent être diffusés sur des chaînes conventionnelles telles que KCOP pour les Angels, KDOC pour les Ducks et Chivas, KCAL pour les matchs extérieurs des Lakers et certains matchs des Dodgers.
Les matchs des Lakers se retrouveront sur la chaîne Spectrum SportsNet (Los Angeles) (en) lancée en octobre 2012. Les Galaxy et Sparks se retrouveront aussi sur cette chaîne.